# Ieva Zarankaitė
Ieva Zarankaitė (Utena, 23 novembre 1994) è una discobola e pesista lituana.

## Palmarès
| Anno | Manifestazione    | Sede       | Evento           | Risultato | Prestazione | Note                                     |
| ---- | ----------------- | ---------- | ---------------- | --------- | ----------- | ---------------------------------------- |
| 2011 | Mondiali allievi  | Lilla      | Lancio del disco | 13ª (q)   | 46,81 m     |                                          |
| 2012 | Mondiali juniores | Barcellona | Lancio del disco | 14ª (q)   | 49,06 m     |                                          |
| 2013 | Europei juniores  | Rieti      | Lancio del disco | 4ª        | 50,37 m     |                                          |
| 2015 | Europei under 23  | Tallinn    | Lancio del disco | 15ª (q)   | 49,84 m     |                                          |
| 2017 | Universiadi       | Taipei     | Lancio del disco | 19ª (q)   | 45,91 m     |                                          |
| 2017 | Universiadi       | Taipei     | Getto del peso   | 15ª (q)   | 15,11 m     |                                          |
| 2018 | Europei           | Berlino    | Lancio del disco | 23ª (q)   | 53,91 m     |                                          |
| 2018 | Europei           | Berlino    | Getto del peso   | 23ª (q)   | 15,13 m     |                                          |
| 2019 | Universiadi       | Napoli     | Lancio del disco | Bronzo    | 56,75 m     | Miglior prestazione personale stagionale |
| 2019 | Universiadi       | Napoli     | Getto del peso   | 12ª       | 14,51 m     |                                          |
| 2022 | Mondiali          | Eugene     | Lancio del disco | 25ª (q)   | 57,57 m     |                                          |
| 2022 | Europei           | Monaco     | Lancio del disco | 14ª (q)   | 56,85 m     |                                          |
| 2023 | Mondiali          | Budapest   | Lancio del disco | 14ª (q)   | 59,98 m     |                                          |